# Čučice
Čučice (německy Czuczitz, Tschutschitz) jsou obec v okrese Brno-venkov v Jihomoravském kraji. Rozkládají se na rozhraní Jevišovické pahorkatiny a Křižanovské vrchoviny, zhruba 35 km jihozápadně od Brna, poblíž města Oslavany. Žije zde 451 obyvatel. Obec je ze tří stran obklopena lesy a nachází se v přírodním parku Oslava.
Obec Čučice je členskou obcí Mikroregionu Ivančicko.

## Název
Výchozí podoba jména Čučici byla odvozena od osobního jména Čuk (nebo Čuč), což byla domácká podoba jména Čúkvas (v jehož první části je základ slovesa čúti - "cítit"). Význam místního jména byl "Čukovi lidé".

## Historie
Vývoj a historie obce je známa z archeologických nálezů: kamenné mlaty a klíny, pazourkové nožíky a hroty, žernovy a popelnice to dotvrzují. Pro dějiny Čučic a jejich okolí hraje podstatnou roli zakládací listina třebíčského kláštera, kterou lze nalézt v Kosmově kronice. Zmíněný dokument by mohl značit, že Čučice patřily mezi původní statky darované klášteru v roce 1101, nicméně záznam o obci Tuchssici patrně může odkazovat i na nedaleké Tetčice. K roku 1496 náležela ves k Ivančicím. Později pak moravskokrumlovskému panství, kam připadala až do zrušení patrimoniální správy v polovině 19. století. Mezi lety 1949–1960 byla obec součástí okresu Rosice, později součástí okresu Brno-venkov. V letech 1986–1990 byly Čučice součástí Oslavan.
Názvy zdejších polních a lesních tratí „Vinohrady“ a „Vinohrádky“ a snad i letopočet výše komentované zakládací listiny dokládají, že již před rokem 1100 se zde pěstovalo víno. Později se v obci těžilo stříbro a tuha. Těžba v grafitových dolech byla zastavena v roce 1924.
V Čučicích se nachází mateřská škola, hospoda, obchod, obecní úřad a kostel. Obec je obsluhována autobusovou linkou IDS JMK.

## Obyvatelstvo
| Rok            | 1869 | 1880 | 1890 | 1900 | 1910 | 1921 | 1930 | 1950 | 1961 | 1970 | 1980 | 1991 | 2001 | 2011 | 2021 |
| -------------- | ---- | ---- | ---- | ---- | ---- | ---- | ---- | ---- | ---- | ---- | ---- | ---- | ---- | ---- | ---- |
| Počet obyvatel | 238  | 255  | 315  | 336  | 358  | 452  | 494  | 532  | 539  | 557  | 493  | 451  | 428  | 405  | 428  |
| Počet domů     | 41   | 44   | 48   | 50   | 65   | 78   | 102  | 116  | 128  | 134  | 127  | 144  | 147  | 157  | 168  |

Vývoj počtu obyvatel

## Pamětihodnosti
- Kostel svatého Jakuba Staršího – jednolodní barokní kostel z roku 1748, vzniklý rozšířením původního středověkého kostela
- kaple svatého Jana Nepomuckého – malá výklenková kaplička západně od obce
- Kamenný klasicistní kříž před kostelem, zhotovený počátkem 19. století
- Josefův důl – dochovaný portál šachty Josef I bývalých grafitových dolů
- Údolí Oslavy a Chvojnice – přírodní rezervace

## Znak
Pod červenou hlavou se zlatou pětihrotou korunou ve stříbrném poli modrý vinný hrozen se dvěma zelenými listy.

## Osobnosti
- Jan Zlatoústý Kvitnovský, farář, zasloužilý o rozvoj obce, mecenáš
- Ondřej Poslušný (1914–1942), letec RAF, plukovník in memoriam, pohřben na hřbitově hrdinů ve Francii

Zastřeleni byli na radnici dne 5. května 1945:
- František Sochor[10] (1885–1945)
- Jan Bureš[10] (1887–1945)
- Matěj Lipold[10] (1892–1945)

## Galerie

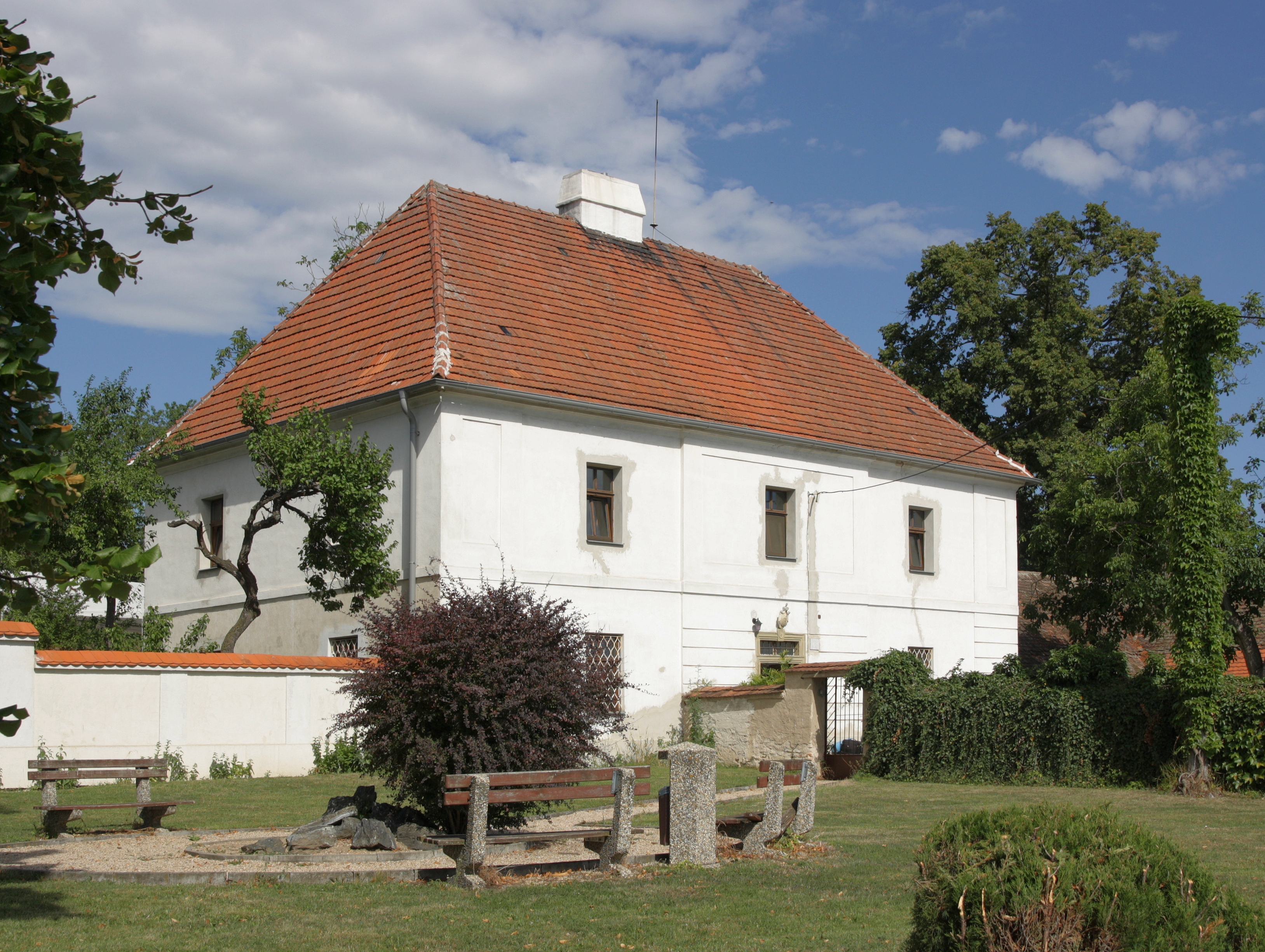
Fara čp. 1
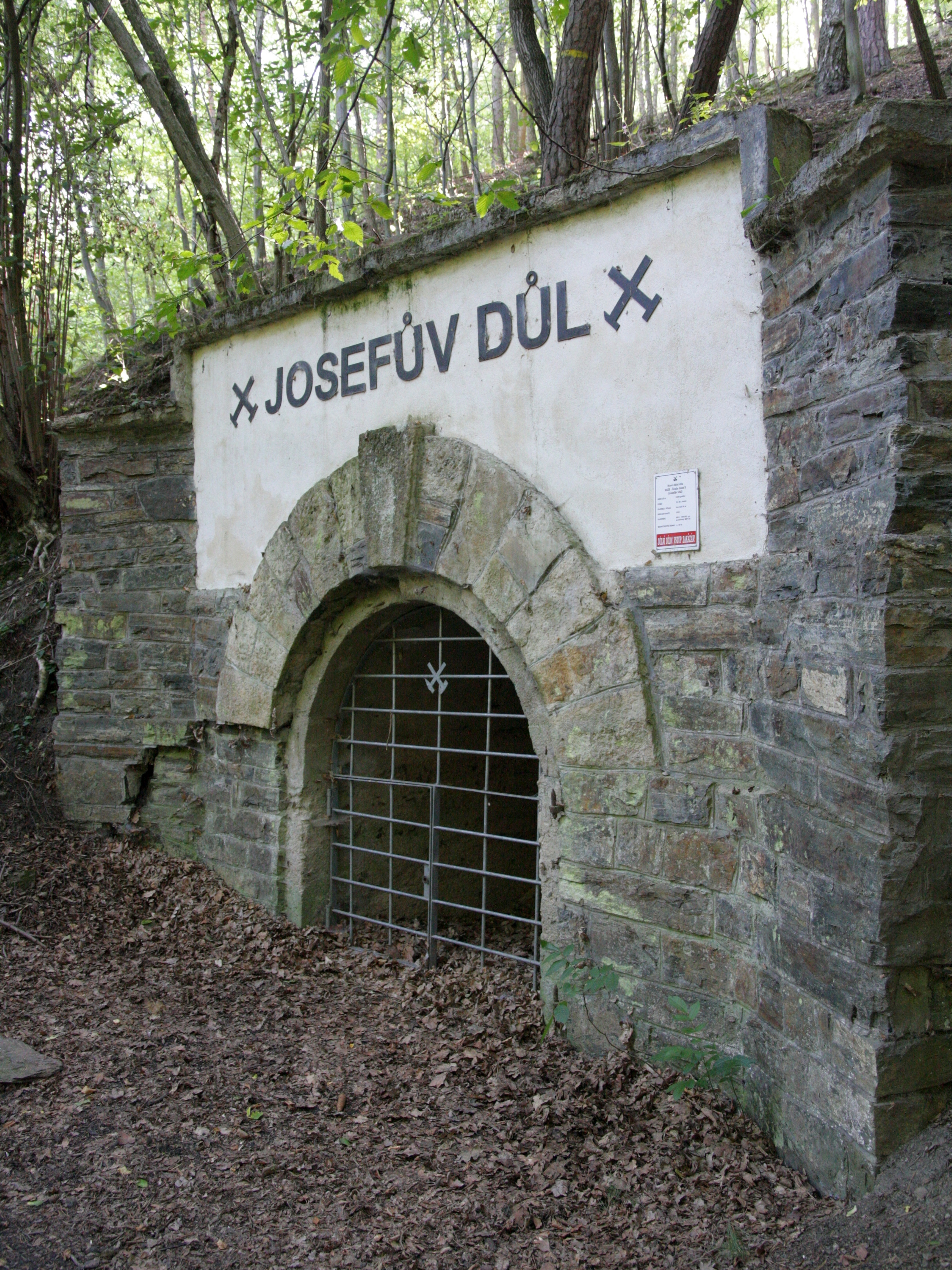
Josefův důl
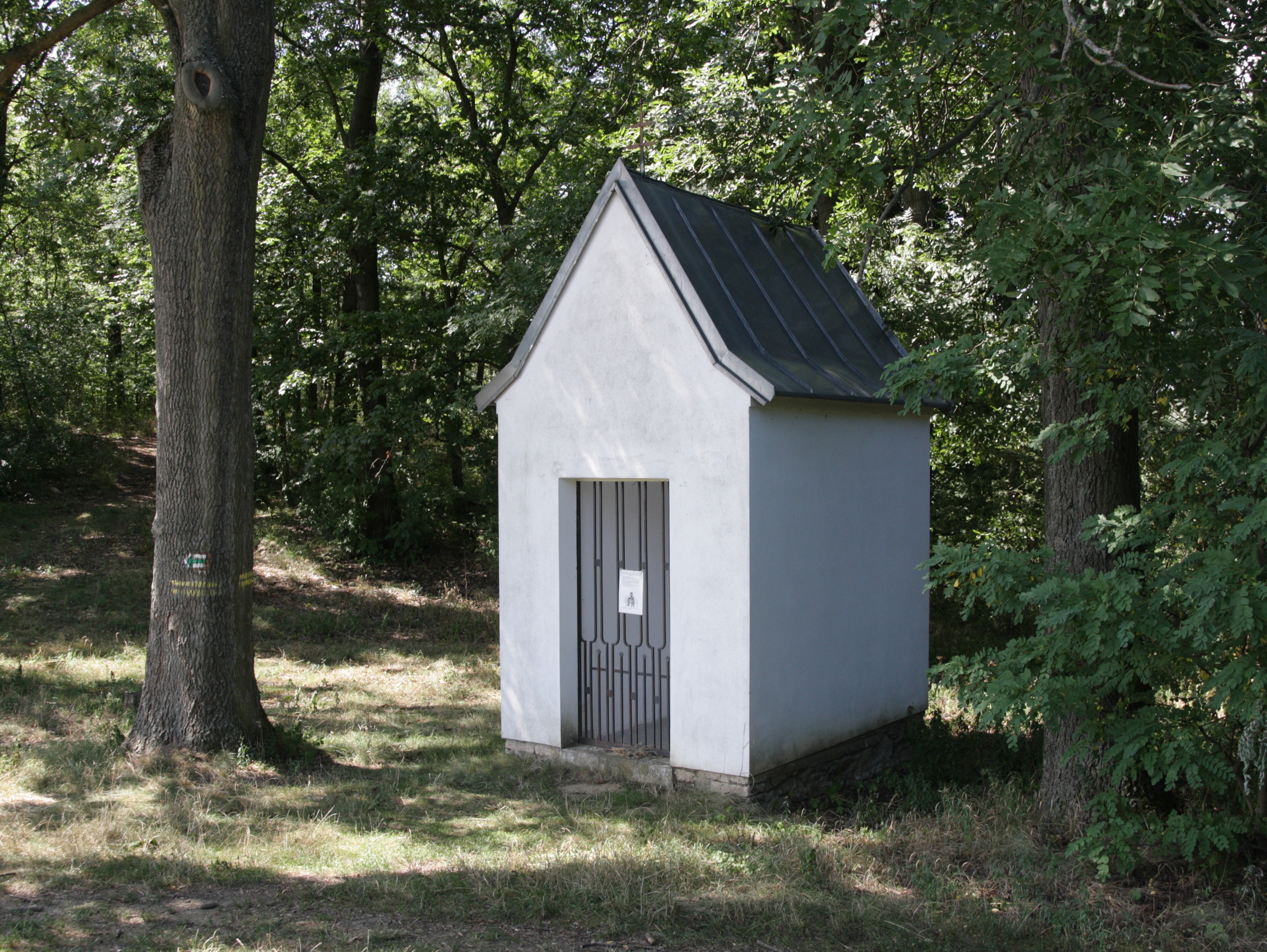
Kaple sv. Jana Nepomuckého
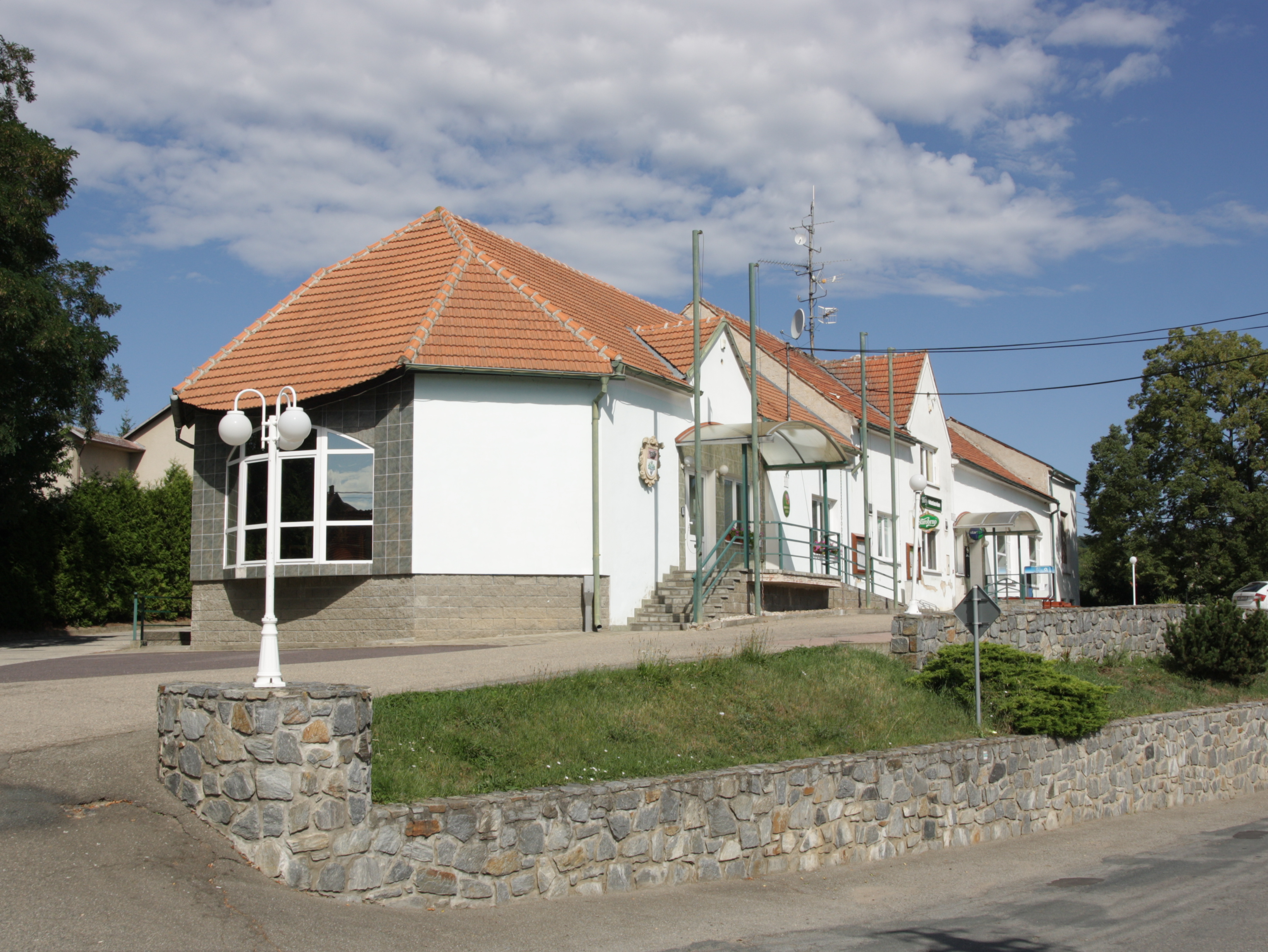
Obecní úřad a hospoda